# Imants Sudmalis
Imants Sudmalis, ros. Имант Янович Судмалис (ur. 18 marca 1916 w Kiesi, zm. 25 maja 1944 w Rydze) – łotewski działacz komunistyczny, dowódca komunistycznego podziemia działającego na okupowanej przez Niemców Łotwie, Bohater Związku Radzieckiego.

## Życiorys
Był synem nauczyciela. Jego ojciec przeniósł się następnie z całą rodziną do Lipawy i podjął tam pracę w zakładach metalurgicznych. Imants Sudmalis w 1930 r. rozpoczął naukę w gimnazjum w Jełgawie, ale już po roku przeniósł się do drugiej klasy technikum w Lipawie. W wieku szesnastu lat przystąpił do nielegalnej organizacji komsomolskiej na Łotwie. Kilkakrotnie trafiał do więzienia, łącznie przebywał w nim przez trzy lata. Po aneksji Łotwy przez ZSRR w 1940 r. został pierwszym sekretarzem Komsomołu w Lipawie i członkiem komitetu wykonawczego organizacji w Łotewskiej SRR. W 1941 r. brał udział w obronie Lipawy przed nacierającymi wojskami III Rzeszy, dowodząc oddziałem. W 1942 r. dotarł na Białoruś, gdzie przyłączył się do partyzanckiego oddziału I. Zacharowa w lasach w okolicach Oświei. 3 lipca tego samego roku komitet centralny Komunistycznej Partii (bolszewików) Łotwy wezwał go do Moskwy i polecił stanąć na czele komunistycznego podziemia na Łotwie. Sudmalis powrócił do partyzantów na Białorusi w końcu roku razem z wyszkolonym i wyekwipowanym przez armię radziecką oddziałem Vilisa Samsonsa. W czerwcu 1942 r. razem z białoruskimi partyzantami zajął wieś Šķaune, zniszczył węzeł telefoniczny i budynek zarządu gminy.
W lipcu 1943 r. został przerzucony do Rygi i utworzył grupę koordynującą działalność proradzieckiego podziemia w Rydze i innych większych miastach okupowanej Łotwy - przede wszystkim Dyneburgu, Rzeżycy i Lipawie. Kierowana przez niego grupa w Rydze zorganizowała podziemną drukarnię, kolportowała antyfaszystowskie ulotki, dokonywała aktów sabotażu. 21 września 1943 r. podłożyła ładunek wybuchowy w budynku zarządu gminy w Ekawie. 13 listopada 1943 r. partyzanci Sudmalisa podłożyli bombę w koszu na śmieci w pobliżu Placu Katedralnego w Rydze, zamierzając doprowadzić do wybuchu podczas zorganizowanego przez Niemców mityngu protestacyjnego przeciwko deklaracji aliantów, iż wojnę zakończy tylko bezwarunkowa kapitulacja Niemiec i ich sojuszników. Ładunek wybuchowy eksplodował przedwcześnie, dwie i pół godziny przed rozpoczęciem mityngu, w rezultacie czego zginęły trzy przypadkowe osoby, a dwie zostały ranne.
18 lutego 1944 r. wskutek donosu został aresztowany przez Gestapo, poddany torturom i 25 maja 1944 r. powieszony (według innego źródła - rozstrzelany) w ryskim Więzieniu Centralnym. Został pochowany na cmentarzu Rainisa w Rydze.
Pośmiertnie, 23 października 1957 r., prezydium Rady Najwyższej ZSRR nadało mu tytuł Bohatera Związku Radzieckiego.
Był żonaty, miał jedną córkę.

## Upamiętnienie
W Łotewskiej SRR postać Imantsa Sudmalisa była symbolem antyfaszystowskiego ruchu oporu na Łotwie. Jego pomniki znajdowały się w Rydze, Lipawie, Windawie i Kiesi. Obiekty te zostały zdemontowane; pomnik w Lipawie znajduje się na dziedzińcu tamtejszego muzeum, poza ekspozycją. Ulica jego imienia znajdowała się na Starym Mieście w Rydze (po 1991 r. przemianowana na ul. Grēcinieku), zaś nadal znajduje się w Mińsku. Kamień ku czci partyzanta umieszczono również na Kurhanie Przyjaźni, w miejscu, gdzie zbiegały się granice republik radzieckich białoruskiej, rosyjskiej i łotewskiej.